# Champions Cup (Snooker)
Der Champions Cup (zunächst: Charity Challenge) war ein (Wohltätigkeits-)Snookerturnier, das von 1995 bis 2001 ausgetragen wurde.

## Geschichte
Als Charity Challenge fand das Turnier zum ersten Mal während der Snooker-Saison 1994/95 statt. Es war das einzige Profi-Snookerturnier, bei dem die gewonnenen Preisgelder für wohltätige Zwecke gespendet wurden. Das Teilnehmerfeld bestand zunächst aus 16 Spielern, bevor es 1996 auf acht Spieler reduziert wurde. 1997 gelang Stephen Hendry im Finale gegen Ronnie O’Sullivan ein Maximum Break im Entscheidungsframe. Es war das insgesamt 19. Maximum Break der Snookergeschichte und bis dahin das einzige, das jemals in einem Entscheidungsframe erzielt wurde.
Nach fünf Jahren wurde das Turnier 1999 in Champions Cup umbenannt. Es traten nun die Gewinner der Hauptturniere der vergangenen Saison gegeneinander an. Das Preisgeld betrug im ersten Turnier nach der Umstrukturierung 175.000 £ und wurde nun nicht mehr für wohltätige Zwecke gespendet. Es wurde komplett an den Sieger ausgezahlt. Damals war es das zweithöchstdotierte Turnier der Saison. In den folgenden Jahren wurde das Preisgeld jedoch wieder auf die sonst übliche Weise auf die Teilnehmer aufgeteilt.
Das Turnier wurde bis einschließlich 1999 von Liverpool Victoria und im Jahr 2000 von TVN gesponsert. Das letzte Turnier im Jahr 2001 hatte keinen Sponsor.

## Sieger
| Jahr              | Austragungsort              | Sieger            | Ergebnis          | Finalist          | Hauptsponsor       | Saison            |
| Charity Challenge | Charity Challenge           | Charity Challenge | Charity Challenge | Charity Challenge | Charity Challenge  | Charity Challenge |
| ----------------- | --------------------------- | ----------------- | ----------------- | ----------------- | ------------------ | ----------------- |
| 1995              | Birmingham International CC | Stephen Hendry    | 9:1               | Dennis Taylor     | Liverpool Victoria | 1994/95           |
| 1996              | Birmingham International CC | Ronnie O’Sullivan | 9:6               | John Higgins      | Liverpool Victoria | 1995/96           |
| 1997              | Birmingham International CC | Stephen Hendry    | 9:8               | Ronnie O’Sullivan | Liverpool Victoria | 1996/97           |
| 1998              | Derby Assembly Rooms        | John Higgins      | 9:8               | Ronnie O’Sullivan | Liverpool Victoria | 1997/98           |
| 1999              | Derby Assembly Rooms        | John Higgins      | 9:4               | Ronnie O’Sullivan | Liverpool Victoria | 1998/99           |
| Champions Cup     |                             |                   |                   |                   |                    |                   |
| 1999              | Croydon – Fairfield Halls   | Stephen Hendry    | 7:5               | Mark Williams     | Liverpool Victoria | 1999/2000         |
| 2000              | Brighton Brighton Centre    | Ronnie O’Sullivan | 7:5               | Mark Williams     | TSN                | 2000/01           |
| 2001              | Brighton Brighton Centre    | John Higgins      | 7:4               | Mark Williams     | –                  | 2001/02           |